# Fjällskråp
Fjällskråp (Petasites frigidus) är en art i familjen korgblommiga växter med nordlig cirkumpolär utredning.

## Synonymer
Nardosmia arctica (A.E.Porsild) Á.Löve & D.Löve
Nardosmia frigida (L.) Hooker
Petasites arcticus A.E.Porsild
Petasites frigidus subsp. arcticus (A.E.Porsild) Cody
Petasites frigidus subsp. nivalis (Greene) Cody
Petasites hyperboreus Rydb.
Petasites nivalis Greene
Tussilago frigida L.